# Inscrição DNa

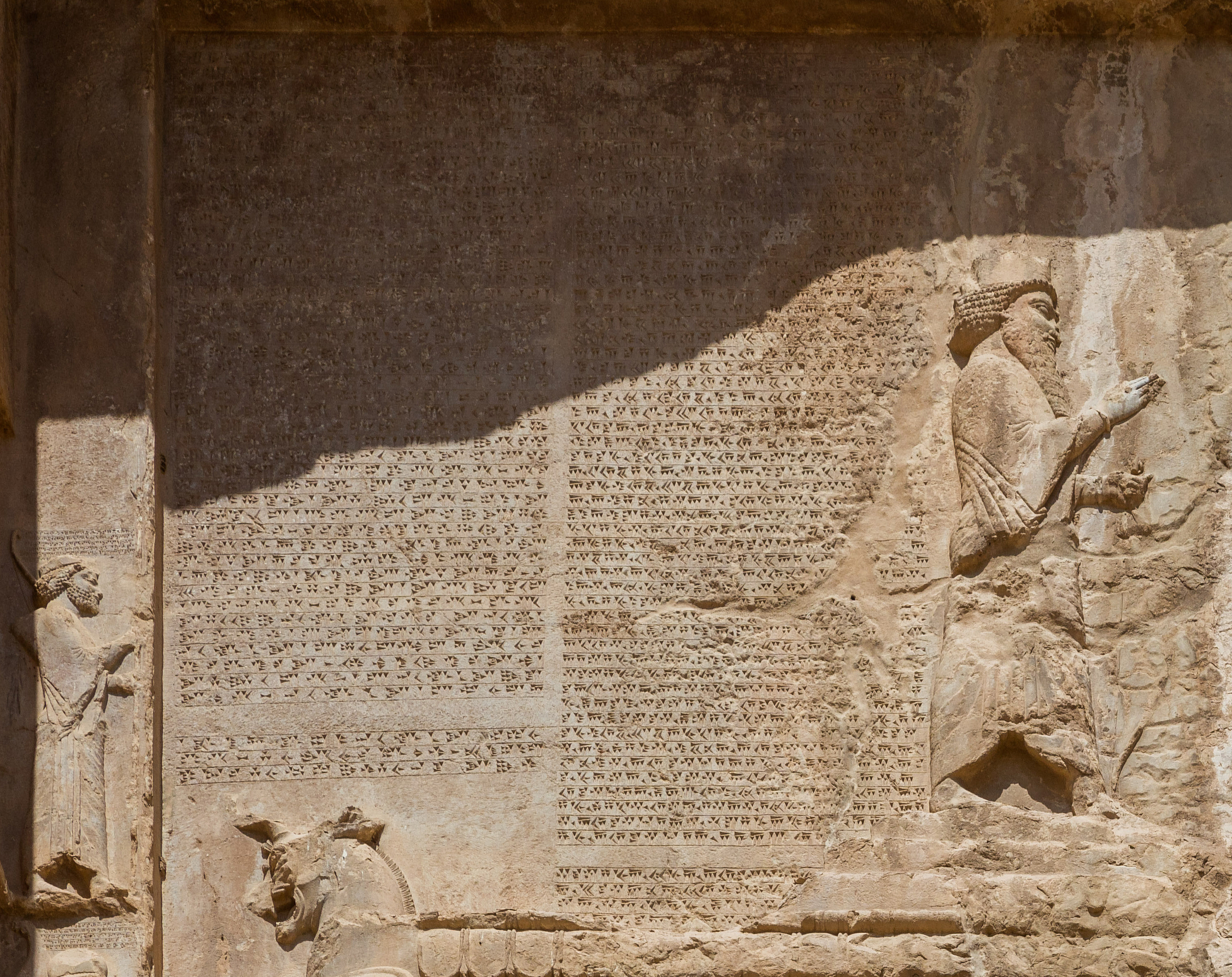
Uma fotografia da inscrição DNa em Naqsh-i Rustam, 2018

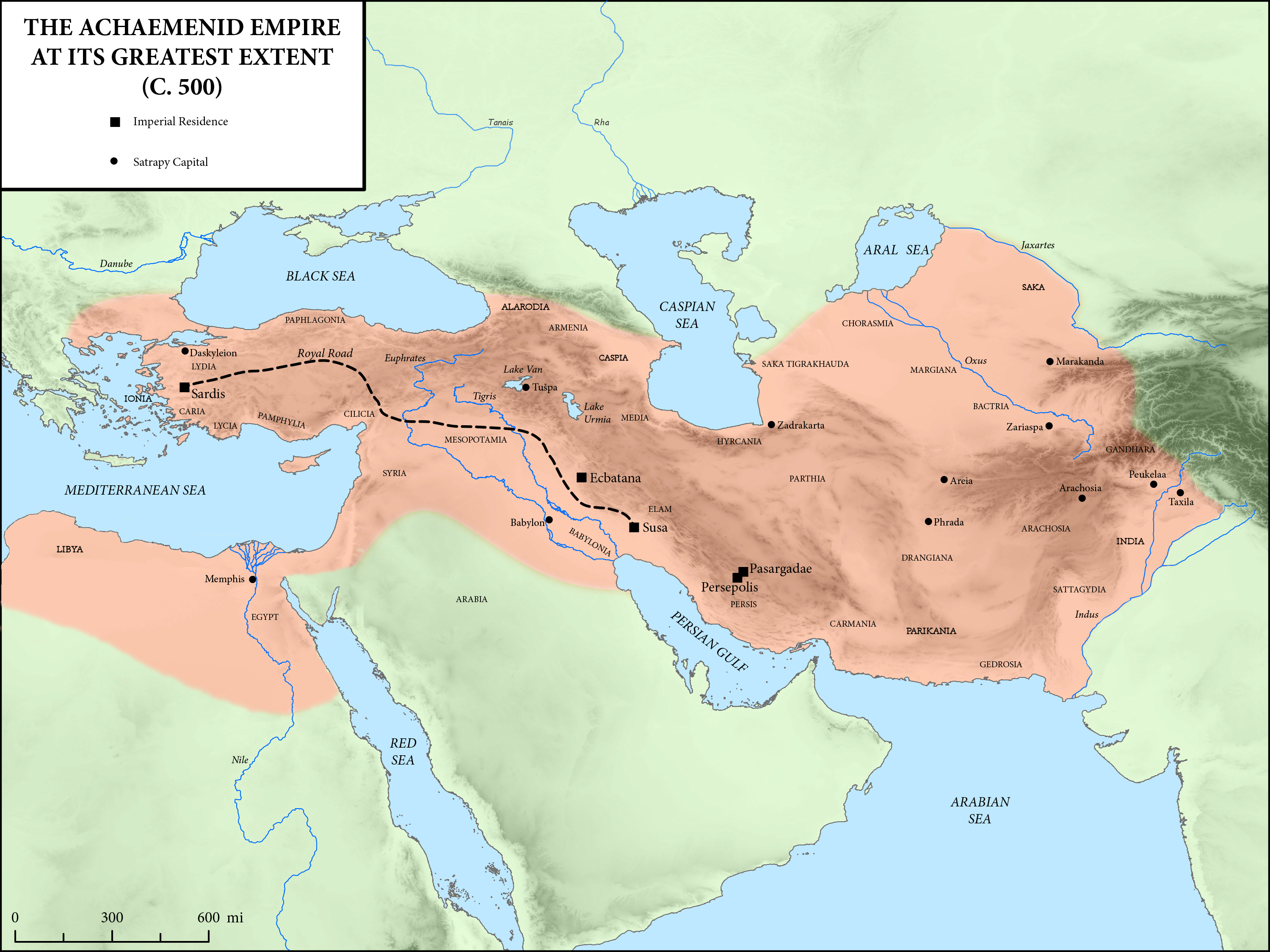
O Império Persa Aquemênida em seu ápice, c. 500 a.C.

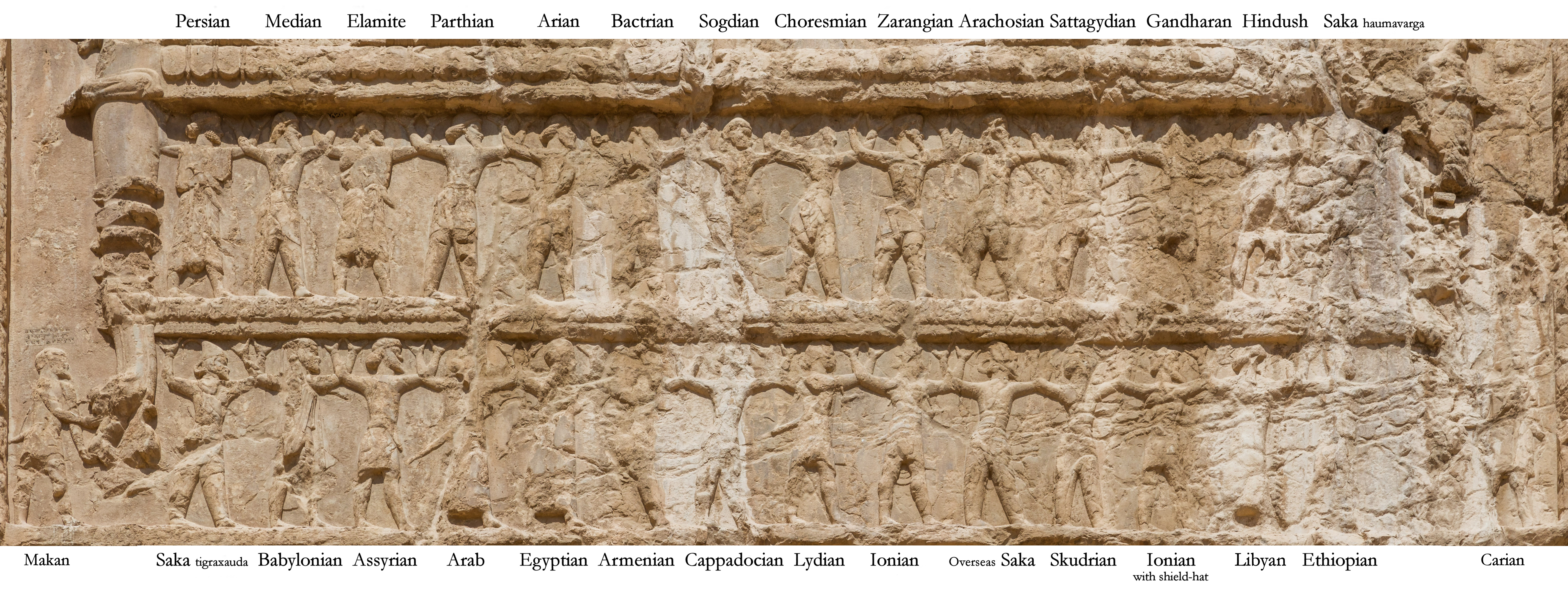
As nacionalidades mencionadas na inscrição DNa também estão representadas no registro superior da tumba de Dario I, como em todas as tumbas dinásticas de Naqsh-i Rustam e Persépolis.

A inscrição DNa (abreviatura de Darius Naqsh-e Rostam inscrição "a") é uma famosa inscrição real aquemênida localizada em Naqsh-i Rustam, no Irã. Datada de c. 490 a.C., época de Dario, o Grande, e aparece no canto superior esquerdo da fachada de seu túmulo.

## Conteúdo
A inscrição menciona as conquistas de Dario, o Grande, e suas diversas realizações durante sua vida. Sua data exata não é conhecida, mas pode-se presumir que seja da última década de seu reinado.
Como várias outras inscrições de Dario, os territórios controlados pelo Império Aquemênida estão claramente listados.
As nacionalidades mencionadas na inscrição DNa são vividamente ilustradas através do grande relevo escultórico nos registros superiores de todos os túmulos, incluindo o de Dario I, em Naqsh-i Rustam. Um dos mais bem preservados é o de Xerxes I.

## Escrita
A inscrição está escrita no antigo cuneiforme persa, uma forma simples e quase alfabética das antigas escritas cuneiformes (36 caracteres fonéticos e 8 logogramas), que foi especialmente projetada e usada pelos primeiros governantes aquemênidas do século VI a.C.
|      |   | k- | x- | g- | c- | ç- | j- | t- | θ- | d- | p- | f- | b- | n- | m- | y- | v- | r- | l- | s- | z- | š- | h- |
| -(a) | 𐎠 | 𐎣  | 𐎧  | 𐎥  | 𐎨  | 𐏂  | 𐎩  | 𐎫  | 𐎰  | 𐎭  | 𐎱  | 𐎳  | 𐎲  | 𐎴  | 𐎶  | 𐎹  | 𐎺  | 𐎼  | 𐎾  | 𐎿  | 𐏀  | 𐏁  | 𐏃  |
| -i   | 𐎡 | -  | 𐎧  | -  | 𐎨  | 𐏂  | 𐎪  | 𐎫  | 𐎰  | 𐎮  | 𐎱  | 𐎳  | 𐎲  | 𐎴  | 𐎷  | 𐎹  | 𐎻  | 𐎼  | 𐎾  | 𐎿  | 𐏀  | 𐏁  | 𐏃  |
| -u   | 𐎢 | 𐎤  | 𐎧  | 𐎦  | 𐎨  | 𐏂  | -  | 𐎬  | 𐎰  | 𐎯  | 𐎱  | 𐎳  | 𐎲  | 𐎵  | 𐎸  | 𐎹  | -  | 𐎽  | 𐎾  | 𐎿  | 𐏀  | 𐏁  | 𐏃  |

## Inscrição completa
As inscrições completas consistem em duas partes, sendo a primeira relacionada com uma descrição da linhagem de Dario, bem como uma lista dos países sob seu governo. A segunda parte é de natureza mais religiosa e relacionada com o culto de Aúra-Masda.
| Tradução (parte I) | Transliteração | Original |
| --- | --- | --- |
| (1) Um grande deus é Aúra-Masda, que criou esta terra, que criou o céu, que criou o homem, que criou a felicidade para o homem, que fez Dario rei, um rei de muitos, um senhor de muitos. Eu sou Dario, o grande rei, rei dos reis, rei de países contendo todos os tipos de homens, rei nesta grande terra em toda parte, filho de Histaspes, um aquemênida, um persa, filho de um persa, um ariano, tendo linhagem ariana. (15) O rei Dario diz: pelo favor de Aúra-Masda, estes são os países que tomei fora da Pérsia; eu lhes governei; eles me prestaram homenagem; fizeram o que eu lhes disse; mantiveram minha lei firmemente; Média, Elão, Pártia, Ária, (23) Báctria, Sogdia, Corásmia, (24) Drangiana, Aracósia, Satagídia, Gandāra [Gadāra], (25-26) Índia [Hiduš], os citas bebedores de haoma, os citas com chapéus pontudos, Babilônia, Assíria, (27) Arábia, Egito, Armênia, (28) Capadócia, Lídia, os gregos (Yaunâ), os citas do outro lado do mar (Sakâ), (29) Trácia, os gregos [Yaunâ] que usam pétasos, os líbios, (30) os núbios, os homens de Maka e os cários.— Inscrição DNa de Dario I. | ㅤ 1. baga vazraka Auramazdā hya imām 2. būmim adā hya avam asmānam 3. adā hya martiyam adā hya 4. šiyātim adā martiyahyā 5. hya Dārayavaum xšāyaθiyam akunauš 6. aivam parūvnām xšāyaθiyam 7. aivam parūvnām framātāram 8. adam Dārayavauš xšāyaθiya vazraka 9. xšāyaθiya xšāyaθiyānām 10. xšāyaθiya dahyūnām vispazanānām 11. xšāyaθiya ahyāyā būmiyā 12. vazrakāyā dūraiy apiy Vištāspahyā 13. puça Haxāmanišiya Pārsa Pārsahyā 14. puça Ariya Ariya ciça 15. θātiy Dārayavauš xšāyaθiya 16. vašnā Auramazdāhā imā 17. dahyāva tyā adam agarbāyam 18. apataram hacā Pārsā adamšām : 19. patiyaxšayaiy manā bājim abaraha 20. tyašām hacāma aθahya ava akunava 21. dātam tya manā avadiš 22. adāraiya Māda Ūvja Parθava Haraiva 23. Bāxtriš Suguda Uvārazmiš 24. Zraka Harauvatiš Θataguš Gadāra 25. Hiduš Sakā haumavargā Sakā 26. tigraxaudā Bābirauš Aθurā 27. Arabāya (Arábia) Mudrāya (Egito) Armina (Armênia) 28. Katpatuka Sparda Yauna (Jônia) Sakā tyaiy paradraya 29. Skudra Yaunā takabarā Putāyā 30. Kūšiyā Maciyā Karkā. | 1. 𐎲𐎥 𐏐 𐎺𐏀𐎼𐎣 𐏐 𐎠𐎢𐎼𐎶𐏀𐎭𐎠 𐏐 𐏃𐎹 𐏐 𐎡𐎶/𐎠𐎶 2. 𐏐 𐎲𐎢𐎷𐎡𐎶 𐏐 𐎠𐎭𐎠 𐏐 𐏃𐎹 𐏐 𐎠𐎺𐎶 𐏐 𐎠𐎿𐎶/𐎠𐎴𐎶 3. 𐏐 𐎠𐎭𐎠 𐏐 𐏃𐎹 𐏐 𐎶𐎼𐎫𐎡𐎹𐎶 𐏐 𐎠𐎭𐎠 𐏐 𐏃/𐎹 4. 𐏐 𐏁𐎡𐎹𐎠𐎫𐎡𐎶 𐏐 𐎠𐎭𐎠 𐏐 𐎶𐎼𐎫𐎡𐎹𐏃𐎹𐎠 5. 𐏐 𐏃𐎹 𐏐 𐎭𐎠𐎼𐎹𐎺𐎢𐎶 𐏐 𐎧𐏁𐎠𐎹𐎰𐎡𐎹𐎶 𐏐 𐎠𐎤/𐎢𐎴𐎢𐏁 6. 𐏐 𐎠𐎡𐎺𐎶 𐏐 𐎱𐎽𐎢𐎺𐎴𐎠𐎶 𐏐 𐎧𐏁𐎠𐎹𐎰/𐎡𐎹𐎶 7. 𐏐 𐎠𐎡𐎺𐎶 𐏐 𐎱𐎽𐎢𐎺𐎴𐎠𐎶 𐏐 𐎳𐎼𐎶𐎠𐎫𐎠/𐎼𐎶 8. 𐏐 𐎠𐎭𐎶 𐏐 𐎭𐎠𐎼𐎹𐎺𐎢𐏁 𐏐 𐎧𐏁𐎠𐎹𐎰𐎡𐎹 𐏐 𐎺/𐏀𐎼𐎣 9. 𐏐 𐎧𐏁𐎠𐎹𐎰𐎡𐎹 𐏐 𐎧𐏁𐎠𐎹𐎰𐎡𐎹𐎠𐎴𐎠𐎶 10. 𐏐 𐎧𐏁𐎠𐎹𐎰𐎡𐎹 𐏐 𐎭𐏃𐎹𐎢𐎴𐎠𐎶 𐏐 𐎻𐎡𐎿𐎱𐏀𐎴𐎠/𐎴𐎠𐎶 11. 𐏐 𐎧𐏁𐎠𐎹𐎰𐎡𐎹 𐏐 𐎠𐏃𐎹𐎠𐎹𐎠 𐏐 𐎲𐎢𐎷𐎡/𐎹𐎠 12. 𐏐 𐎺𐏀𐎼𐎣𐎠𐎹𐎠 𐏐 𐎯𐎢𐎼𐎡<𐎹 𐏐> 𐎠𐎱𐎡𐎹 𐏐 𐎻𐎡𐏁𐎫𐎠𐎿/𐎱𐏃𐎹𐎠 13. 𐏐 𐎱𐎢𐏂 𐏐 𐏃𐎧𐎠𐎶𐎴𐎡𐏁𐎡𐎹 𐏐 𐎱𐎠𐎼𐎿 𐏐 𐎱/𐎠𐎼𐎿𐏃𐎹𐎠 14. 𐏐 𐎱𐎢𐏂 𐏐 𐎠𐎼𐎡𐎹 𐏐 𐎠𐎼𐎡𐎹 𐏐 𐎨𐎡/𐏂 15. 𐏐 𐎰𐎠𐎫𐎡𐎹 𐏐 𐎭𐎠𐎼𐎹𐎺𐎢𐏁 𐏐 𐎧𐏁[𐎠]𐎹/𐎰𐎡𐎹 16. 𐏐 𐎺𐏁𐎴𐎠 𐏐 𐎠𐎢𐎼𐎶𐏀𐎭𐎠𐏃𐎠 𐏐 𐎡𐎶[𐎠 𐏐] 17. 𐎭𐏃𐎹𐎠𐎺 𐏐 𐎫𐎹𐎠 𐏐 𐎠𐎭𐎶 𐏐 𐎠𐎥𐎼𐎲𐎠𐎹[𐎶 𐏐] 18. 𐎠𐎱𐎫𐎼𐎶 𐏐 𐏃𐎨𐎠 𐏐 𐎱𐎠𐎼𐎿𐎠 𐏐 𐎠𐎭𐎶𐏁𐎠[𐎶 𐏐] 19. 𐎱𐎫𐎡𐎹𐎧𐏁𐎹𐎡𐎹 𐏐 𐎶𐎴𐎠 𐏐 𐎲𐎠𐎪𐎡𐎶 𐏐 𐎠𐎲[𐎼]/𐏃 20. 𐏐 𐎫𐎹𐏁𐎠𐎶 𐏐 𐏃𐎨𐎠𐎶 𐏐 𐎠𐎰𐏃𐎹 𐏐 𐎠𐎺 𐏐 [𐎠]/𐎤𐎢𐎴𐎺 21. 𐏐 𐎭𐎠𐎫𐎶 𐏐 𐎫𐎹 𐏐 𐎶𐎴𐎠 𐏐 𐎠𐎺𐎮𐎡[𐏁 𐏐] 22. 𐎠𐎭𐎠𐎼𐎡𐎹 𐏐 𐎶𐎠𐎭 𐏐 𐎢𐎺𐎩 𐏐 𐎱𐎼𐎰𐎺 𐏐 𐏃𐎼[𐎡]/𐎺 23. 𐏐 𐎲𐎠𐎧𐎫𐎼𐎡𐏁 𐏐 𐎿𐎢𐎦𐎢𐎭 𐏐 𐎢𐎺𐎠𐎼𐏀[𐎷]/𐎡𐏁 24. 𐏐 𐏀𐎼𐎣 𐏐 𐏃𐎼𐎢𐎺𐎫𐎡𐏁 𐏐 𐎰𐎫𐎦𐎢𐏁 𐏐 𐎥/𐎭𐎠𐎼 25. 𐏐 𐏃𐎡𐎯𐎢𐏁 𐏐 𐎿𐎣𐎠 𐏐 𐏃𐎢𐎶𐎺𐎼𐎥𐎠 𐏐 𐎿/𐎣𐎠 26. 𐏐 𐎫𐎡𐎥𐎼𐎧𐎢𐎭𐎠 𐏐 𐎲𐎠𐎲𐎡𐎽𐎢[𐏁 𐏐] 𐎠/𐎰𐎢𐎼𐎠 27. 𐏐 𐎠𐎼𐎲𐎠𐎹 𐏐 𐎸𐎢𐎭𐎼𐎠𐎹 𐏐 𐎠𐎼𐎷[𐎡𐎴] 28. 𐏐 𐎣𐎫𐎱𐎬𐎢𐎣 𐏐 𐎿𐎱𐎼𐎭 𐏐 𐎹𐎢𐎴 𐏐 𐎿𐎣𐎠 𐏐 𐎫𐎹𐎡[𐎹 𐏐 𐎱]/𐎼𐎭𐎼𐎹 29. 𐏐 𐎿𐎤𐎢𐎭𐎼 𐏐 𐎹𐎢𐎴𐎠 𐏐 𐎫𐎣𐎲𐎼𐎠 𐏐 𐎱𐎢𐎫[𐎠]𐎹/𐎠 30. 𐏐 𐎤𐎢𐏁𐎡𐎹𐎠 𐏐 𐎶𐎨𐎡𐎹𐎠 𐏐 𐎣𐎼𐎣𐎠 𐏐                                                      |
| Tradução (parte II) | Transliteração | Original |
| (1) O rei Dario diz: Aúra-Masda, quando viu esta terra em comoção, concedeu-a a mim, fez-me rei; eu sou rei. Pelo favor de Aúra-Masda coloquei-a em seu lugar; o que eu os disse, eles fizeram, como era meu desejo. Se agora pensardes: “quantos são os países que o rei Dario controlou?” olhai para as esculturas [daqueles] que carregam o trono, então sabereis, então vos será conhecido: a lança de um homem persa avançou muito; então vos será conhecido: um homem persa travou batalha muito longe da Pérsia. (18) Dario, o Rei, diz: isto foi feito, tudo fiz pela vontade de Aúra-Masda. Aúra-Masda me deu auxílio até que eu completasse a obra. Que Aúra-Masda me proteja do mal, e minha casa real, e esta terra: isso eu rogo a Aúra-Masda, que Aúra-Masda isso me dê! Ó homem, aquilo que é o comando de Aúra-Masda, não deixeis parecer repugnante a vós; não saiais do caminho correto; não se levanteis em rebelião!— Inscrição DNa de Dario I. | ㅤ 1. θātiy Dārayavauš 2. xšāyaθiya Auramazdā yaθā 3. avaina : imām : būmim : yaudatim : 4. pasāvadim : manā : frābara : mām : xšāyaθiyam 5. akunauš adam xšāyaθiya 6. amiy vašnā Auramazdāhā adamšim 7. gāθavā niyašādayam tyašām 8. adam aθaham ava akunava yaθā mām 9. kāma āha yadipatiy maniyāhaiy tya 10. ciyakaram āha avā dahyāva 11. tyā Dārayavauš xšāyaθiya 12. adāraya patikarā dīdiy tyaiy gāθum 13. baratiy avadā xšnāsāhy : 14. adataiy azdā bavātiy Pārsahyā 15. martiyahyā dūraiy arštiš parāgmatā 16. adataiy azdā bavātiy 17. Pārsa martiya dūrayapiy hacā Pārsā 18. partaram patiyajatā θātiy Dārayavauš 19. xšāyaθiya aita tya kartam 20. ava visam vašnā Auramazdāhā akunavam 21. Auramazdāmaiy upastām abara 22. yātā kartam akunavam mām Auramazdā 23. pātuv hacā gastā utāmaiy 24. viθam utā imām dahyāum aita adam 25. Auramazdām jadiyāmiy aitamaiya 26. Auramazdā dadātuv 27. martiyā hyā Auramazdāhā 28. framānā hauvtaiy gastā 29. mā θadaya paθim 30. tyām rāstām mā 31. avarada mā stabava              | 1. (última parte da linha) 𐎰𐎠𐎫𐎡𐎹 𐏐 𐎭 2. 𐎠𐎼𐎹𐎺𐎢𐏁𐏐 𐎧𐏁𐎠𐎹𐎰𐎡𐎹 𐏐 𐎠𐎢𐎼𐎶𐏀𐎭𐎠 [𐏐 𐎹]𐎰/𐎠 3. 𐏐 𐎠𐎺𐎡𐎴 𐏐 𐎡𐎶𐎠𐎶 𐏐 𐎲𐎢𐎷𐎡𐎶 𐏐 𐎹𐎢[𐎭𐎫𐎡𐎶 𐏐] 4. 𐎱𐎿𐎠𐎺𐎮𐎡𐎶 𐏐 𐎶𐎴𐎠 𐏐 𐎳𐎼𐎠𐎲𐎼 𐏐 𐎶𐎠𐎶 [𐏐 𐎧𐏁𐎠/𐎹𐎰𐎡𐎹𐎶 5. 𐏐 𐎠𐎤𐎢𐎴𐎢𐏁 𐏐 𐎠𐎭𐎶 𐏐 𐎧𐏁𐎠[𐎹𐎰]𐎡𐎹 6. 𐏐 𐎠𐎷𐎡𐎹 𐏐 𐎺𐏁𐎴𐎠 𐏐 𐎠𐎢𐎼𐎶𐏀𐎭𐎠𐏃[𐎠] 𐏐 𐎠/𐎭𐎶𐏁𐎡𐎶 7. 𐏐 𐎥𐎠𐎰𐎺𐎠 𐏐 𐎴𐎡𐎹𐏁𐎠𐎭𐎹𐎶 [𐏐 𐎫𐎹]𐏁𐎠/𐎶 8. 𐏐 𐎠𐎭𐎶 𐏐 𐎠𐎰𐏃𐎶 𐏐 𐎠𐎺 𐏐 𐎠𐎤𐎢𐎴𐎺 𐏐 𐎹[𐎰𐎠 𐏐] 𐎶𐎠𐎶 𐏐 9. 𐎣𐎠𐎶 𐏐 𐎠𐏃 𐏐 𐎹𐎮𐎡𐎱𐎫𐎡𐎹 𐏐 𐎶𐎴𐎡𐎹[𐎠𐏃𐎡𐎹 𐏐 𐎫]/𐎹 10. 𐏐 𐎨𐎡𐎹𐎣𐎼𐎶 𐏐 [𐎠𐏃 𐏐 𐎠]𐎺𐎠 𐏐 𐎭𐏃𐎹𐎠𐎺 11. 𐏐 𐎫𐎹𐎠 𐏐 𐎭𐎠𐎼𐎹[𐎺]𐎢𐏁 𐏐 𐎧𐏁𐎠𐎹[𐎰]𐎡𐎹 12. 𐏐 𐎠𐎭𐎠𐎼𐎹 𐏐 𐎱𐎫𐎡𐎣𐎼𐎠 𐏐 𐎮𐎡𐎮𐎡𐎹 𐏐 𐎫𐎹𐎡[𐎹] 𐏐 𐎥/𐎠𐎰𐎢𐎶 13. 𐏐 𐎲𐎼𐎫𐎡𐎹 𐏐 𐎠[𐎺]𐎭𐎠 𐏐 𐎧𐏁𐎴𐎠𐎿𐎠𐏃𐎹 𐏐 14. 𐎠𐎭𐎫𐎡𐎹 𐏐 𐎠𐏀𐎭𐎠 𐏐 𐎲𐎺𐎠[𐎫]𐎡𐎹 𐏐 𐎱𐎠𐎼[𐎿]𐏃[𐎹𐎠 𐏐] 15. 𐎶𐎼𐎫𐎡𐎹𐏃𐎹𐎠 𐏐 𐎯𐎢𐎼𐎡𐎹 𐏐 𐎠𐎼𐏁𐎫[𐎡]𐏁 𐏐 𐎱/𐎼𐎠𐎥𐎶𐎫𐎠 16. 𐏐 𐎠𐎭𐎫𐎡𐎹 𐏐 𐎠𐏀𐎭𐎠 𐏐 𐎲𐎺𐎠𐎫𐎡/𐎹 17. 𐏐 𐎱𐎠𐎼𐎿 𐏐 𐎶𐎼𐎫𐎡𐎹 𐏐 𐎯𐎢𐎼𐎹𐎱𐎡𐎹 [𐏐 𐏃𐎨]𐎠 𐏐 𐎱𐎠/𐎼𐎿𐎠 18. 𐏐 𐎱𐎼𐎫𐎼𐎶 𐏐 𐎱𐎫𐎡𐎹𐎩𐎫𐎠 𐏐 𐎰𐎠𐎫𐎡𐎹 𐏐 𐎭𐎠/𐎼𐎹𐎺𐎢𐏁 19. 𐏐 𐎧𐏁𐎠𐎹𐎰𐎡𐎹 𐏐 𐎠𐎡𐎫 𐏐 𐎫[𐎹 𐏐] 𐎣𐎼𐎫/𐎶 20. 𐏐 𐎠𐎺 𐏐 𐎻𐎡𐎿𐎶 𐏐 𐎺𐏁𐎴𐎠 𐏐 𐎠𐎢𐎼𐎶𐏀𐎭𐎠𐏃𐎠 𐏐 𐎠𐎤/𐎢𐎴𐎺𐎶 21. 𐏐 𐎠𐎢𐎼𐎶𐏀𐎭𐎠<𐎶>𐎡𐎹 𐏐 𐎢𐎱𐎿𐎫𐎠𐎶 𐏐 𐎠𐎲/𐎼 22. 𐏐 𐎹𐎠𐎫𐎠 𐏐 𐎣𐎼𐎫𐎶 𐏐 𐎠𐎤𐎢𐎴[𐎺𐎶 𐏐 𐎶𐎠]𐎶 𐏐 𐎠/𐎢𐎼𐎶𐏀𐎭𐎠 23. 𐏐 𐎱𐎠𐎬𐎢𐎺 𐏐 𐏃𐎨𐎠 𐏐 𐎥[𐎿𐎫𐎠] 𐏐 𐎢𐎫𐎠𐎶/𐎡𐎹 24. 𐏐 𐎻𐎡𐎰𐎶 𐏐 𐎢𐎫𐎠 𐏐 𐎡𐎶𐎠𐎶 𐏐 𐎭𐏃𐎹𐎠𐎢𐎶 𐏐 𐎠𐎡𐎫 𐏐 𐎠𐎭/𐎶 25. 𐏐 𐎠𐎢𐎼𐎶𐏀𐎭𐎠𐎶 𐏐 𐎩𐎮𐎡𐎹𐎠𐎷𐎡𐎹 𐏐 𐎠𐎡𐎫𐎶/𐎡𐎹 26. 𐏐 𐎠𐎢𐎼𐎶𐏀𐎭𐎠 𐏐 𐎭𐎭𐎠𐎬𐎢𐎺 𐏐 27. 𐎶𐎼𐎫𐎡𐎹𐎠 𐏐 𐏃𐎹𐎠 𐏐 𐎠𐎢𐎼𐎶𐏀𐎭𐎠𐏃/𐎠 28. 𐏐 𐎳𐎼𐎶𐎠𐎴𐎠 𐏐 𐏃𐎢𐎺𐎫𐎡𐎹 𐏐 𐎥𐎿/𐎫𐎠 29. 𐏐 𐎶𐎠 𐏐 𐎰𐎭𐎹 𐏐 𐎱𐎰𐎡𐎶 𐏐 30. 𐎫𐎹𐎠𐎶 𐏐 𐎼𐎠𐎿𐎫𐎠𐎶 𐏐 𐎶𐎠 31. 𐏐 𐎠𐎺𐎼𐎭 𐏐 𐎶𐎠 𐏐 𐎿𐎫𐎲𐎺 |

## Nomes de países específicos
A inscrição DNa registra os vários territórios sob o governo de Dario I.

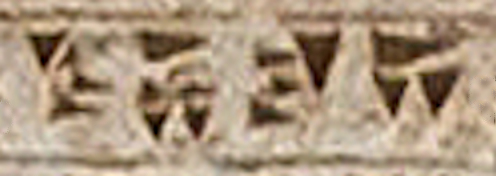
O nome para a Lídia: Sparda (𐎿𐎱𐎼𐎭)
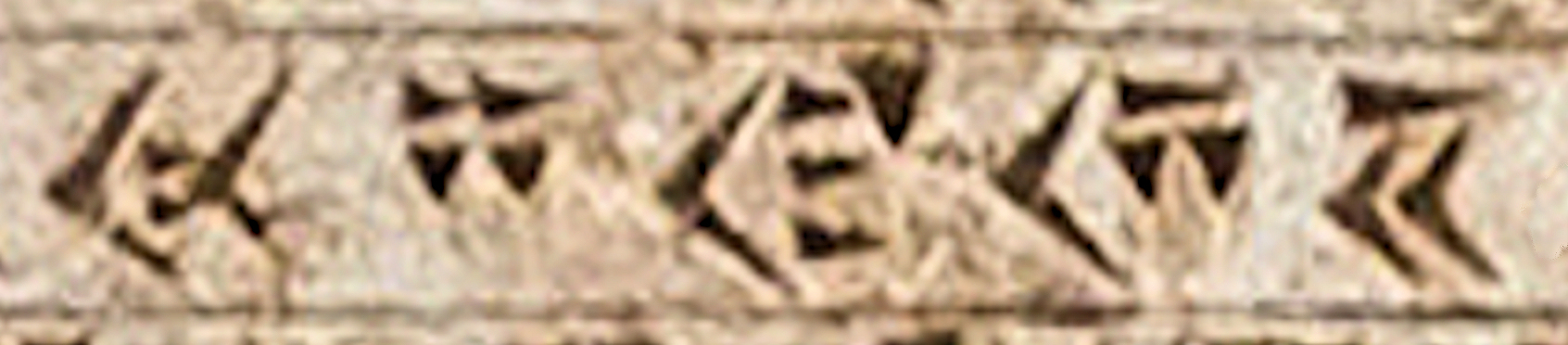
O nome para a Índia: Hidūš (𐏃𐎡𐎯𐎢𐏁 em cuneiforme persa antigo) na inscrição DNa
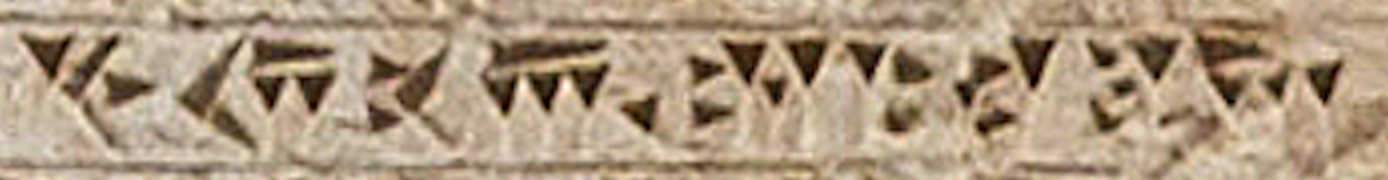
O suposto nome para os antigos macedônios: 𐎹𐎢𐎴𐎠𐏐𐎫𐎣𐎲𐎼𐎠, Yaunā takabarā, "jônios com chapéus de escudo", referindo-se aos pétasos ou causias
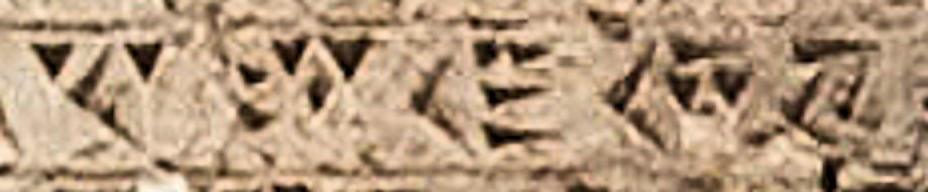
O nome para a Satagídia (𐎰𐎫𐎦𐎢𐏁, Thataguš) na inscrição DNa
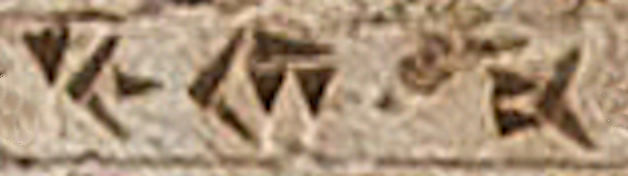
O nome para os gregos jônicos: Yauna (𐎹𐎢𐎴)
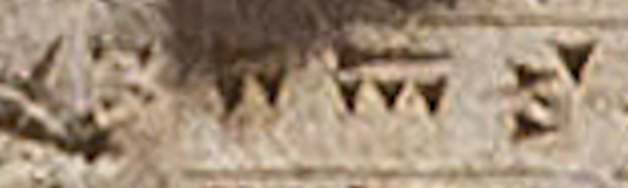
O nome Gadāra (𐎥𐎭𐎠𐎼 no antigo cuneiforme persa) na inscrição DNa
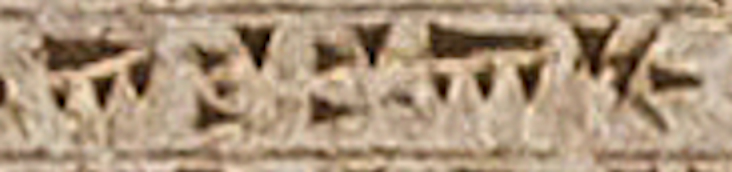
O nome para a Arábia: Arabāya (𐎠𐎼𐎲𐎠𐎹)
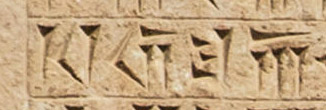
O nome para a Assíria: Ā/thūrā (𐎠/𐎰𐎢𐎼𐎠)